# Diplocephalus arnoi
Diplocephalus arnoi es una especie de araña araneomorfa del género Diplocephalus, familia Linyphiidae, orden Araneae. La especie fue descrita científicamente por Isaia en 2005.

## Descripción
El prosoma del macho mide 0,9 milímetros de longitud y el de la hembra 0,8 milímetros.

## Distribución
Se distribuye por Italia.